# Sun Long (peintre)
Pour les articles homonymes, voir Sun Long.
Dans ce nom chinois, le nom de famille, Sun, précède le nom personnel.
Sun Long (孙隆) ou Souen Long ou Sun Lung, surnom: Congji, nom de pinceau: Duchi, est un  peintre chinois, originaire de Piling, province du Jiangsu. Il est actif au début de la dynastie Ming au XVe siècle. 

## Particularité d'identité
Le personnage de Sun Long est difficile à cerner car il correspond à trois personnes différentes qui semblent être, en revanche, qu'un seul et même homme comme il est démontré. En effet, le premier Sun Long (Long dans ce cas, signifiant, Éminent), portant le surnom de Duchi et le nom de pinceau de Tingzhen, est natif de Wujin (Piling ou Changzhou) au Jiangsu et est le petit-fils de Sun Xingzi, un ministre du mérite à la fondation de la dynastie Ming. Il est connu comme peintre de plumes, d'herbes et d'insectes dans le style sans os. À en juger par ses relations avec Yao Shou (1423-1495), il vit sous les règnes des empereurs Tianshun, Chenghua et Hongzhi, de 1457 à 1505.
Le second est natif de Rui'an, au Zhejiang et sous le règne de l'empereur Yongle (1403-1424), il est célèbre comme peintre de fleurs de prunier. On l'appelle Sun Congi et dans ses écrits, le lettré Ming, Yang Shiji (1365-1444) donne les mêmes informations à propos de Sun Long (l'Éminent). Congji n'est alors que le surnom de Sun Long.
Le troisième Sun Long (Long signifiant, dans ce cas, Dragon) est contemporain du peintre Lin Lian (actif fin XVe  début  XVIe siècles) qui rentre à l'Académie de peinture sous le règne de Hongzhi (1488-1505) et se spécialise dans les représentations d'oiseaux et de plumes. Or, un album conservé au musée de Shanghai se constitue d'une feuille portant le cachet Tinzhen, soit celui de Sun Long (l'Éminent) tandis que les autres ont celui de Sun Long (le Dragon). Non seulement toutes les peintures de fleurs, d'oiseaux et d'insectes sont presque certainement du même artiste, mais en  outre l'album contient des poèmes de Yao Shou, de même qu'un autre album conservé au National Palace Museum de Taipei, qui est signé Sun Long (le Dragon) et qui s'intitule Un album de peintures d'après la vie par Sun Long.

## Style et influence
Ce sont les raisons pour lesquelles on pense que ces trois Sun Long ne forment en réalité qu'un seul et même peintre. L'album de Shanghai, Fleurs, oiseaux et insectes, en couleurs sur soie, présente une composition académique dans un style sans os d'une touche délicate mais vigoureuse. On y retrouve l'influence du fameux style de plantes et d'insectes de Changzhou, manière locale différant quelque peu de la tradition académique Ming et cela constitue une base pour l'étude du style de Changzhou qui touche un peintre comme Yun Shouping (1633-1690) natif de cette même ville, au début de la dynastie Qing.

## Les peintures d'oiseaux-et-fleurs de cour
Bien que le paysage demeure le genre dominant, la peinture d'oiseaux-et-fleurs, appréciée pour son aspect décoratif et symbolique, connait aussi une période de succès, inaugurée par Bian Jingzhao, Lin Liang et Lü Ji (1477-?). Sun Long, un autre artiste célèbre pour ses peintures d'oiseaux-et-fleurs, petit-fils de Sun Xingzu (marquis de Zhongmin au temps de la fondation de la dynastie des Ming et fonctionnaire de bas échelon dans l'Académie Hanlin durant la période Xuande.

## Biographie
Né dans une famille aristocratique, il accompagne souvent l'empereur Xuanzong quand ce dernier travaille à ses peintures. Long excelle tout particulièrement à peindre l'herbe et les insectes. Ses œuvres sont dépourvues de la prétention et de l'affectation que l'on peut observer chez d'autres peintres de cour. Elles ne sont pas jugées appropriées à la décoration murale, car les gens de la cour n'apprécient pas son travail au pinceau à main levée, caractérisé par une expression vigoureuse et des contours audacieux. Plutôt que de s'ingénier à imiter la tradition des peintres professionnels, il s'inspire d'œuvre de lettrés des Song du Sud et des Yuan. Mais la différence de la plupart des peintres lettrés, qui utilisent l'encre noire pour exprimer un sentiment de solitude, il use de couleurs variées pour créer des peintures pleines de gaieté.
Dans son Album de fleurs, oiseaux, herbes et insectes, Long, en quelques coups de pinceau, représente avec vivacité différentes espèces d'herbes, insectes, oiseaux, plantes et fleurs. Le travail diffus du pinceau et les couleurs lumineuses évoquent l'atmosphère vivante et frémissante de la campagne par un jour d'automne ensoleillé. Dans son rouleau portatif Fleurs, oiseaux, herbes et insectes (Musée provincial de Jilin, il montre une souris essayant de grignoter une pastèque, tandis que, perchée sur une lentille d'eau, une grenouille tente d'attraper une libellule qui plane au-dessus de sa tête. Bien que la technique et la composition accusent une lourde dette vis-à-vis des artistes Song qui accordent à leurs sujets une attention méticuleuse, sa façon d'employer des couleurs à la place de l'encre noire est qualifiée de technique «sans ossature». Oie barbotant parmi fleurs et rochers donne un aperçu de ses remarquables talents de peintre.

## Galerie

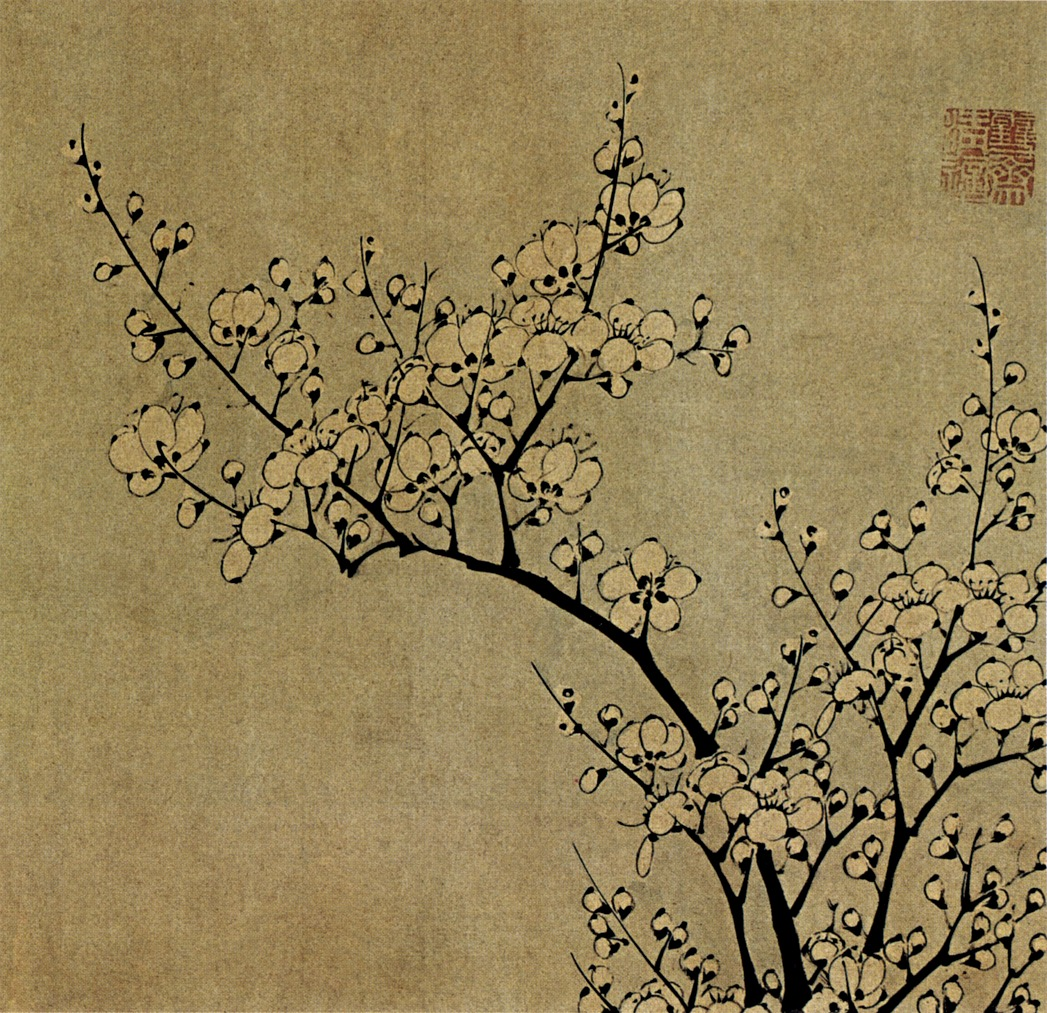
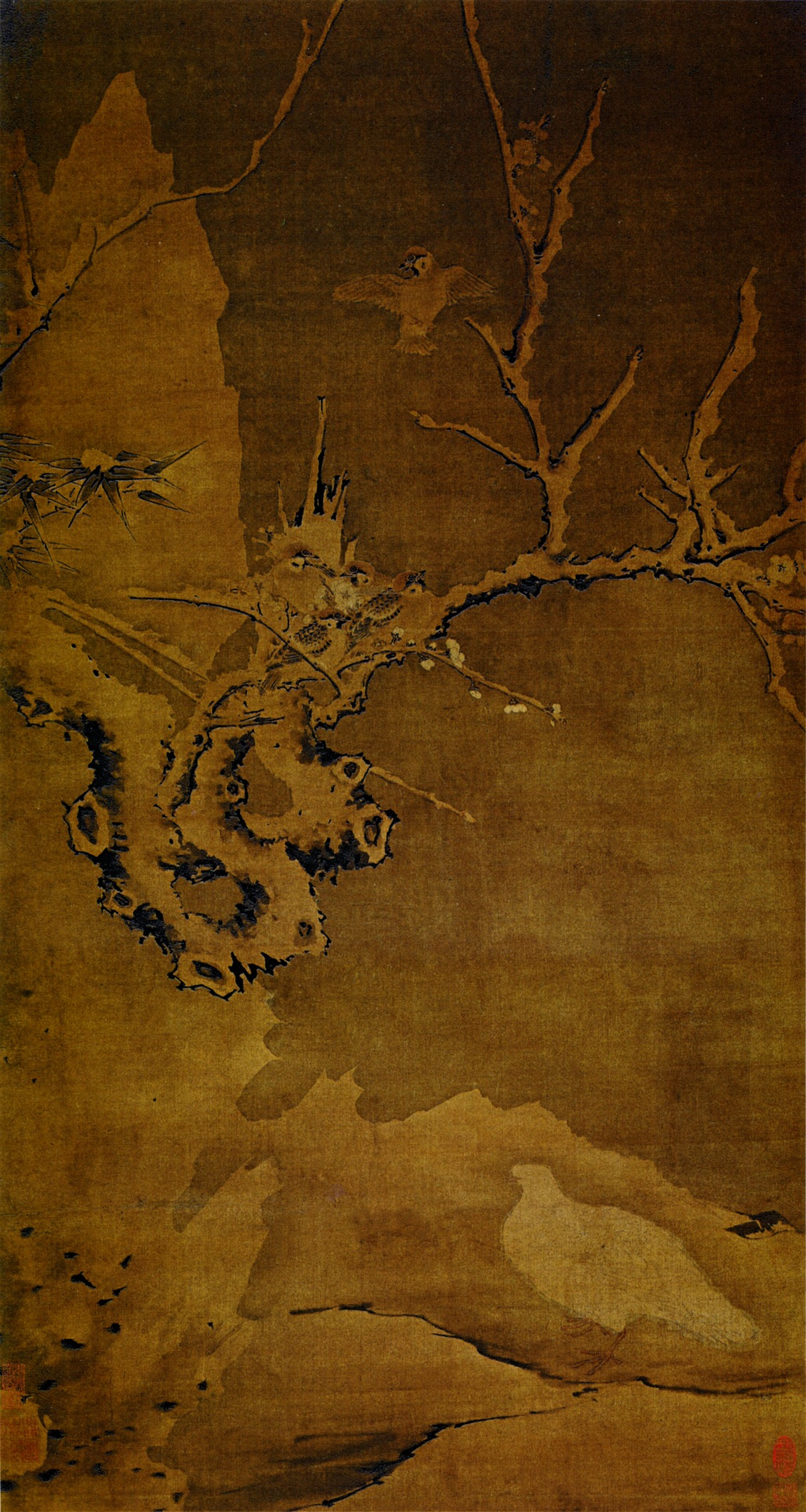
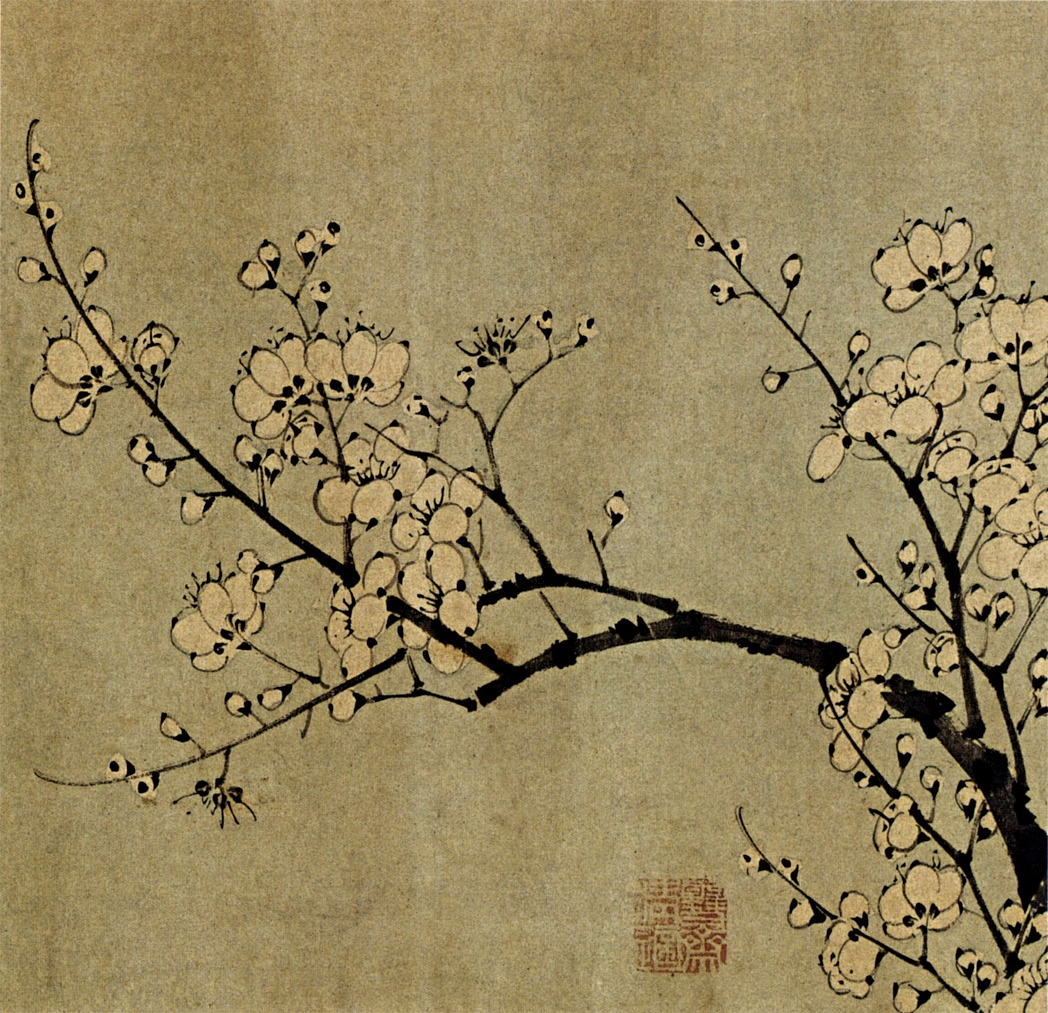